# 儒格冲锋者手枪
儒格22“冲锋者”手枪（英語：Ruger 22 Charger pistol），简称儒格“冲锋者”，是美国枪械制造商斯特姆-儒格公司在2007年底推出的一款使用.22 LR子弹的凸缘底火半自动手枪。曾一度停产，但是在2014年重新上市 。
“冲锋者”手枪是在儒格著名的10/22步枪的设计基础上发展而来，有着相同的机匣、枪机（包括枪栓和扳机）和V形槽块的枪管连接机制，并使用10/22的BX系列弹匣。与10/22不同的是，“冲锋者”使用10英寸（250）的重型枪管，有AR系列的手枪式握把，但没有后托，总长度少于20英寸（510），因此在法律上被归于手枪的范畴（虽然在手枪中算是体态庞大）。因为前托位置可以配备两脚架，所以更适合桌台射击。
2014年7月4日，一款由FDM三维打印制造出来的“冲锋者”机匣被美国内华达州的一个化名“Buck O'Fama”的枪匠通过网络视频展现给公众，并且通过了30发实弹射击的测试。

## 系列型号
| 型号 | 枪管特征和枪身颜色                     | 特售商 | 建议售价 |
| ---- | -------------------------------------- | ------ | -------- |
| 4923 | 蓝化合金碳钢枪管，黑色聚合物枪身       | -      | $309.00  |
| 4924 | 蓝化合金碳钢枪管，可拆式黑色聚合物枪身 | -      | $419.00  |
| 4919 | 不锈钢枪管，棕色层集木枪身             | TALO   | -        |
| 4920 | 不锈钢枪管，可拆式山绿色层级木枪身     | TALO   | -        |